# نادي قرطبة
نادي قرطبة لكرة القدم (بالإسبانية: Córdoba Club de Fútbol)‏، هو نادي كرة قدم إسباني مقره في قرطبة، في منطقة الحكم الذاتي الأندلس. تأسس في عام 1951 باسم نادي ديبورتيفو سان ألفارو، يلعب في الدوري الإسباني الدرجة الأولى، معقله ملعب نويفو اركانخيل في قرطبة، الذي يسع 21،822 مقعدًا.

## تاريخ النادي
في سنوات الأربعينات تأسس بقرطبة فريق كرة قدم سمي آنذاك نادي ديبورتيفو قرطبة، في السنوات اللاحقة حقق النادي بعض النجاحات، و أصبح يلعب معظم المواسم في الدرجتين الثانية والثالثة لكرة القدم الإسبانية. في عام 1944 غير النادي قميصه الأساسي إلى القميص الذي أصبح القميص الرسمي إلي اليوم، و هو مستوحى من علم منطقة الأندلس بخطوط متعامدة خضراء و بيضاء ،و كان القميص السابق أبيضا كليا ، و في العام التالي، انتقل النادي من ملعب أمريكا إلى ملعب ملعب ديل اركانخيل القديم.
في موسم 1953/54 هبط النادي إلى الدرجة الثالثة الأسبانية و أصبح يلعب جنبا إلى جنب مع النادي القرطبي الآخر نادي ديبورتيفو سان ألفارو ، مع نهاية الموسم قرر الناديان الاندماج تحت اسم نادي قرطبة لكرة القدم 
بعد ثلاث مواسم من ذلك أي في موسم 1956/57 صعد النادي للدرجة الثانية و بقي خمس مواسم قبل أن يصعد للمرة الأولى في تاريخه للدرجة الأولى الإسبانية في موسم 1962/63 و أكمل ذلك الموسم في المركز الثاني عشر (12). بعدها في موسم 1964/65 حقق قرطبة أفضل موسم في تاريخه حيث أحتل المركز الخامس في دوري الدرجة الأولى.

مع بدايات السبعينيات تراجع النادي و لعب موسما وحيدا في الدرجة الأولى موسم 1971/72 ليهبط بعدها إلى القسم الثاني ثم في السنوات اللاحقة استمر تراجع النادي و لعب في أقسام متدنية.
في فبراير 2014 تم تعيين المدرب 	ألبرت فيرير على العارضة الفنية للنادي و الذي قاد النادي في تلك السنة إلى العودة إلى الدرجة الأولى بعد غياب 42 سنة.

## الملعب

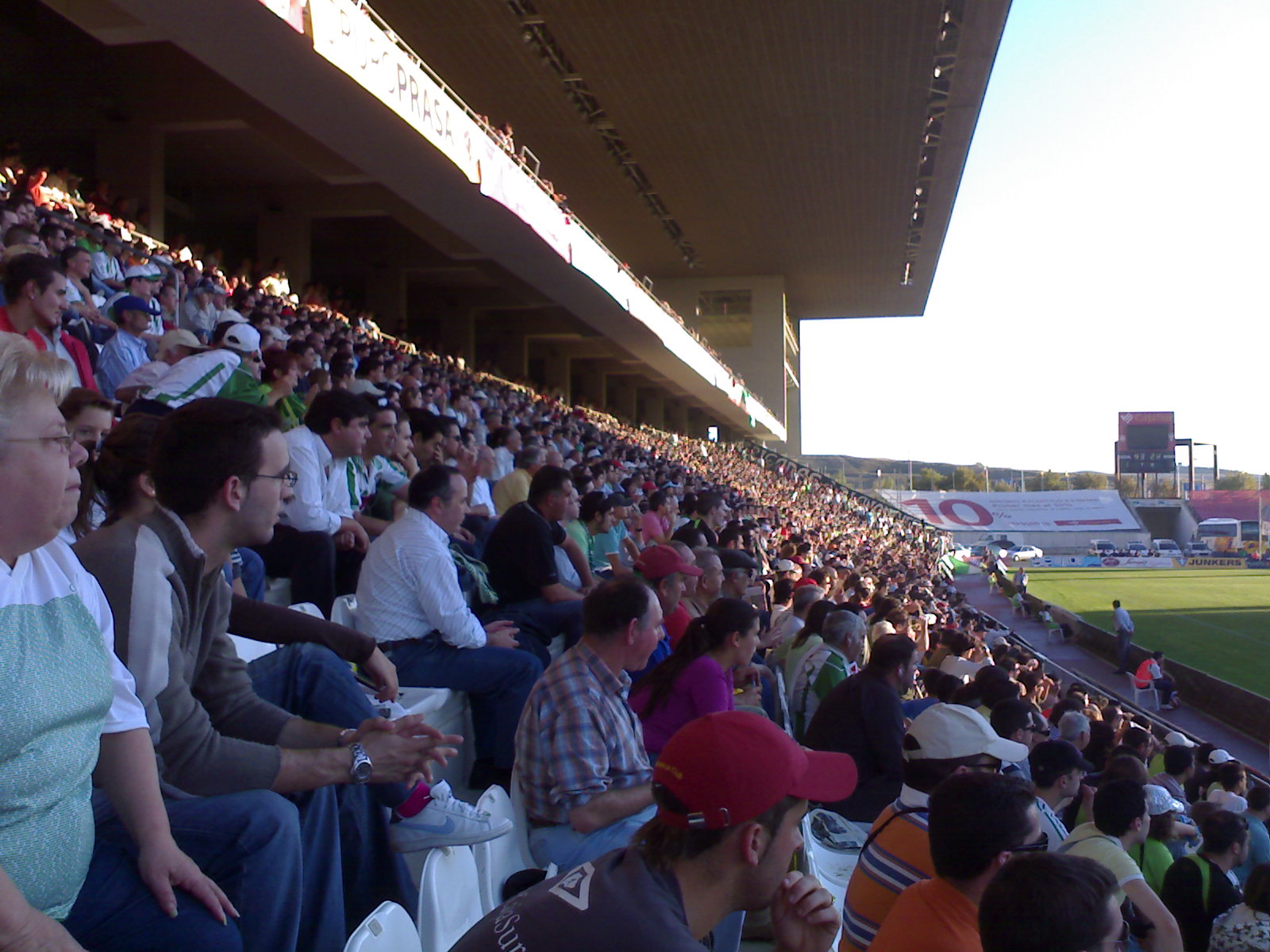
الجماهير في ملعب نويفو اركانخيل

قرطبة يلعب حاليا في ملعب نويفو اركانخيل البلدي ، أو أركانخيل الجديد و الذي يعني اسمه ملعب الملائكة و رغم أن هذا الملعب يحتضن مباريات نادي قرطبة منذ تأسييه إلا أن ملكيته تعود لبلدية قرطبة.
افتتح الملعب في عام 1993 على مقربة من ملعب أركانخيل القديم الذي تم هدمه ليفسح مجالا للملعب الجديد الذي احتفظ بنفس اسم الملعب القديم ـ بعد سنوات من ذلك أتضح أن الملعب يعاني من عيوب كثيرة تجعله ملعبا لا يخضع لمقاييس ملاعب كرة القدم الحديثة فلقد كان صغير الحجم و المسافة كانت كبيرة جدا بين المدرجات و أرضية الملعب لدرجة أنها كانت تجعل متابعة المباريات من المدرجات أمرا صعبا و في عام 2004 تقرر إخضاع الملعب لعملية اصلاحات كبيرة لتحويله إلى ملعب كرة القدم حديث . ثلاثة من المدرجات الأربعة تم إعادة بناؤها و عندما يتم إعادة بناء المدرج الرابع سيصبح الملعب يستوعب 25،100 مقعدا.